# ساختمان شوالیه‌های کلمبوس
ساختمان شوالیه‌های کلمبوس (انگلیسی: Knights of Columbus Building) در نیوهیون، کنتیکت مقر شوالیه‌های کلمبوس است که سازمانی کاتولیک و برادری برای کار داوطلبانه است.
ساخت این بنا که طراحی آن بر عهدهٔ جان دینکلو بود در سال ۱۹۶۹ به پایان رسید و ۲۳ طبقه دارد. ارتفاع بنا به ۹۸ متر می‌رسد و بلندترین ساختمان در شهر نیوهیون است. طرح آن در شیوهٔ معماری مدرن و از بتن مسلح است.
برج‌های استوانه‌ای در چهارگوشهٔ این بنا نماد چهار اصل بنیادین این فرقه (نیکوکاری، اتحاد، برادری‌ و میهن‌دوستی) است.